# Kohlbach (Blinde Rot)
Der Kohlbach ist ein etwas über einen Kilometer langer Bach der Ellwanger Berge in der Honhardter Teilgemarkung der Gemeinde Frankenhardt des baden-württembergischen Landkreises Schwäbisch Hall. Nach südlichem bis südöstlichem Lauf fließt er zwischen dem Weiler Hirschhof und dem Wohnplatz Fleckenbacher Sägmühle der Gemeinde im Fleckenbachsee von rechts der obersten Blinden Rot zu.

## Geographie

### Verlauf
Der längere Quellarm des Kohlbachs beginnt im Nordosten der großen Waldinsel Schäfer auf etwa 505 m ü. NHN. Der Bachanfang liegt etwa hundert Meter südwestlich vom Flurrand entfernt, wo das Gemeindesträßchen von Vorderuhlberg im Nordwesten nach Hirschhof im Südosten eben einen kleinen Waldriegel durchlaufen hat.
Der halbmeterbreite Bach zieht im Wald in einer flachen Mulde naturnah und kaum eingetieft südsüdostwärts, unter Erlen und Eschen an den Ufern und mit Sand und Erde auf dem Bachgrund. Nach weniger als 200 Metern hat er den Waldrand erreicht und läuft nun der Waldgrenze entlang geradlinig neben einem Wirtschaftsweg die nächsten dreihundert Meter südwärts.
Dann fließt von Nordwesten her aus dem Waldgewann Kohlplatte der rechte Quellarm zu, dessen Lauf im Wald kaum länger als der Waldabschnitt des Hauptastes ist, auch etwas breiter, aber sonst von gleicher Art wie der des linken.
Am Zusammenfluss wendet sich der Kohlbach vom Waldrand ab. Zwischen einem Feld und einer Wiese läuft er nunmehr begradigt, doch anfangs begleitet von einer sich natürlich erneuernden Galerie aus Schwarzerlen nach Südosten. Die Galerie setzt wieder aus und nach 300 Metern quert ihn in seiner nun merklich eingesenkten Talmulde die Fortsetzung des genannten Sträßchens vom Hirschhof zum Betzenhof von Rosenberg.
Gut 100 Meter weiter tritt er südlich von Hirschhof durch eine Röhrichtfläche in die Talmulde der Blinden Rot ein. Dicht an der Blinden Rot und parallel zu ihr fließt er nun fast südwärts durch ein breites Auenwäldchen aus Schwarzerlen, Eschen und vereinzelt auch Pappeln. Nach 200 Metern endet es am Rand einer weiteren Röhrichtfläche, die den oberen Rand des aufnehmenden Sees säumt und die beide Gewässer begradigt durchlaufen.
Dann fließen Kohlbach wie Blinde Rot nur 20 Meter voneinander entfernt an dessen Nordnordwestseite in den auf 485,6 m ü. NHN angestauten, 3,0 ha großen Fleckenbachsee ein. Der Kohlbach mündet damit nach etwa 1,2 km langem Weg mit mittlerem Sohlgefälle von rund 16 ‰ rund 19 Höhenmeter unterhalb seines Waldursprungs im Schäfer. Er hat außer seinem kürzeren rechten Quellarm keine Zuflüsse und ist der erste bedeutendere Zubringer der Blinden Rot, die je nachdem, wo man ihre Quelle an ihrem zeitweise trockenen Oberlaufgraben ansetzt, am Zufluss des Kohlbachs im See bis doppelt so lange ist wie dieser und etwa um die Hälfte mehr an Einzugsgebiet hat.

### Einzugsgebiet
Das Einzugsgebiet des  Kohlbachs ist etwa 0,8 km² groß und gehört zum Ellwanger Berge genannten Teil des Unter-Naturraums Ellwanger Berge und Randhöhen der Schwäbisch-Fränkischen Waldberge. Am höchsten ist es mit etwa 511 m ü. NHN am Nordwesteck in der großen, west- und südwärts weit über seine Grenzen ausgreifenden Waldinsel Schäfer.
Zu diesem Waldgebiet gehören etwa drei Viertel des Einzugsgebietes. Von der Waldgrenze an erstrecken sich dann Äcker und Wiesen in der offenen Flur nach Osten. Die wenigen Gebäude darin stehen an der Wasserscheide zur Blinden Rot und sind Teil der drei westlichen Höfe des Weilers Hirschhof, der wie das gesamte Gebiet in der Teilgemarkung Honhardt der Gemeinde Frankenhardt liegt.
Reihum grenzen die Einzugsgebiete folgender Nachbargewässer an:
- Im Norden und Osten liegt unmittelbares Einzugsgebiet der Blinden Rot vor dem Fleckenbachsee;
- im Süden und Südwesten ziehen zwei anscheinend namenlose, kurze und unbeständige Bäche, teils drainiert, aus dem Schäfer zur Blinden Rot abwärts des Sees;
- die westliche Wasserscheide im Schäfer trennt vom Einzugsgebiet des Kaltenbachs, des nächsten namentragenden rechten Zuflusses der Blinden Rot.

## Geologie
Das Einzugsgebiet liegt durchweg im Kieselsandstein (Hassberge-Formation) der nördlichen Ellwanger Berge. Über die westliche Wasserscheide herüber streichen ein paar kleine Schichtinseln aus darauf lagernder lössführender Fließerde. Von seiner Abkehr vom Waldrand an läuft der Bach in einem Schwemmlandband, das sich, zuletzt mit dem der Blinden Rot vereint, bis zum Einfluss in den See erstreckt.

## Schutzgebiete
Von südlich des Hirschhofs an, ab wo der Kohlbach zur Blinden Rot nahe parallel läuft, durchzieht er das Naturdenkmal „Einlauf des Fleckenbachsees“; die neuere Verlandungszone des Fleckenbachsees kurz vor der Mündung gehört dagegen schon zum Naturdenkmal „Fleckenbachsee“, das den gesamten See mitsamt seiner Uferbereiche umfasst. Beide liegen im Landschaftsschutzgebiet „Oberes Blinde-Rot-Tal“, das die offenen Teile des Einzugsgebietes südlich der Ortsgrenze von Hirschhof umfasst.

### LUBW
Amtliche Online-Gewässerkarte mit passendem Ausschnitt und den hier benutzten Layern: Karte von Lauf und Einzugsgebiet des Kohlbachs

Allgemeiner Einstieg ohne Voreinstellungen und Layer: Daten- und Kartendienst der Landesanstalt für Umwelt Baden-Württemberg (LUBW) (Hinweise)
1. 1 2  Höhe nach dem Höhenlinienbild auf dem Hintergrundlayer Topographische Karte.
2. 1 2  Länge abgemessen auf dem Hintergrundlayer Topographische Karte.
3. 1 2  Einzugsgebiet abgemessen auf dem Hintergrundlayer Topographische Karte.
4. ↑  Natur teilweise nach dem Layer Geschützte Biotope.
5. ↑  Seefläche nach dem Layer Stehende Gewässer.
6. ↑  Schutzgebiete nach den einschlägigen Layern

### Andere Belege
1. 1 2  Höhe nach schwarzer Beschriftung auf dem Layer WMS LGL-BW Topographische Freizeitkarte 1:25.000 auf: Geoportal Baden-Württemberg (Hinweise)
2. ↑  Wolf-Dieter Sick: Geographische Landesaufnahme: Die naturräumlichen Einheiten auf Blatt 162 Rothenburg o. d. Tauber. Bundesanstalt für Landeskunde, Bad Godesberg 1962. → Online-Karte (PDF; 4,7 MB)
3. ↑  Geologie nach den Layern zu Geologische Karte 1:50.000 auf: Mapserver des Landesamtes für Geologie, Rohstoffe und Bergbau (LGRB) (Hinweise)